# Sanunu Essoazina
Sanunu Essoazina – togijski piłkarz grający na pozycji obrońcy. W swojej karierze grał w reprezentacji Togo.

## Kariera klubowa
W swojej karierze piłkarskiej Essoazina grał w klubie AC Sèmassi.

## Kariera reprezentacyjna
W 1984 roku Essoazina został powołany do reprezentacji Togo na Puchar Narodów Afryki 1984. Na tym turnieju zagrał w trzech meczach grupowych: z Wybrzeżem Kości Słoniowej (0:3), z Kamerunem (1:4) i z Egiptem (0:0).